# Claude Blanchard (Schauspieler)
Claude Blanchard (* 19. Mai 1932 in Joliette; † 20. August 2006 in Montreal) war ein kanadischer Schauspieler und Sänger.
Blanchard trat 1946 mit seiner Schwester Claudette in Varietéaufführungen auf und nahm an Tourneen mit der Truppe von Jean Grimaldi mit. 1947 bildete er mit dem Tänzer Mac Michel das Duo Lucky Boys. Mitte der 1950er Jahre trat er im Duo mit Armande Cyr, dem Ehemann von Réal Béland in Chanon- und Sketchprogrammen u. a. im Hôtel Plaza, dem El Dorado, dem Hôtel Quatre Saisons und im Vic Café auf. 1956 übernahmen beide die Leitung des Casino français. Zu seinen Bühnenpartnern zählten Paul Desmarteaux, Paul Thériault und mehr als 25 Jahre lang Léo Rivest.
Im Fernsehen trat Blanchard seit den 1950er Jahren in Komödien wie Alors raconte, Les trois cloches und En haut de la pente douce auf. 1969 moderierte er mit Réal Giguère die Shoe Madame est servie bei Télé-Métropole. Von 1970 bis 1974 hatte er eine eigene Show: Variétés Claude Blanchard, in der er als der Sänger Nestor erfolgreich war. 
Als Filmschauspieler debütierte Blanchard 1975 in Denys Arcands  Gina und Marcel Lefebvres Mustang. Weitere Rollen hatte er u. a. in Fantastica (Gilles Carle, 1980), Jésus de Montréal (Denys Arcand, 1989) und Aujourd'hui ou jamais ( Jean Pierre Lefebvre, 1998). Daneben wirkte er in mehreren Fernsehserien mit, darunter Métro-boulot-dodo (1982), La montagne du Hollandais (1992), Omerta, la loi du silence (1996), Omertà II – La loi du silence (1997) und Omertà – Le dernier des hommes d'honneur (1999).